# Nellie Tayloe Ross
Nellie Davis Tayloe Ross (St. Joseph, 29 de novembro de 1876 — Washington, D.C., 19 de dezembro de 1977) foi uma professora e política norte-americana, a 14ª governadora de Wyoming e a 28ª diretora da Casa da Moeda dos Estados Unidos. Nellie foi a primeira governadora de um estado na história dos Estados Unidos e a única de Wyoming.
Nellie viveu em Missouri e no Kansas até seus dezesseis anos de idade, quando se mudou para Omaha, onde estudou em um colégio para a formação de professores. Durante uma visita a parentes no Tennessee, em 1900, conheceu o jovem advogado William Bradford Ross, com quem casou em 1902, passando a morar em Cheyenne. Eles tiveram quatro filhos juntos.
William Ross tornou-se líder do Partido Democrata estadual. Foi derrotado em disputas para cargos políticos diversas vezes até 1922, quando foi eleito governador. William faleceu em outubro de 1924 e Nellie decidiu concorrer para substituí-lo. Ela se recusou a fazer campanha publicamente, mas acabou sendo eleita. Como governadora, deu prosseguimento às políticas progressistas de seu marido, apoiando a Lei seca e leis que protegeriam as crianças, mulheres trabalhadoras e mineiros.
Nellie foi derrotada por uma pequena diferença de votos em sua tentativa de reeleição em 1926. Apesar disso, permaneceu ativa no Partido Democrata. Em 1933, foi nomeada pelo presidente Franklin D. Roosevelt para a diretoria da Casa da Moeda, cargo que ocupou por quatro mandatos, entre 1933 e 1953. Durante os anos posteriores, escreveu para várias revistas femininas, manteve uma vida social ativa e viajou. Ela faleceu aos 101 anos de idade e foi sepultada em Cheyenne.

## Início de vida e família

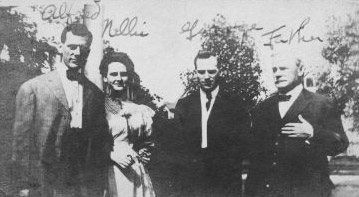
Nellie com seus irmãos, Albert e George, e o pai, James, em cerca de 1900.

Nellie Davis Tayloe nasceu em 29 de novembro de 1876 em St. Joseph, uma cidade localizada entre a divisa de Missouri com o Kansas. Nellie era a sexta criança e a primeira filha de James Wynn Tayloe e Elizabeth Blair Green. A família de sua mãe era dona de uma grande plantação a noroeste de Missouri, próximo ao Rio Missouri, e possuía cem escravos antes da Guerra de Secessão. Entretanto, durante o conflito, a mansão da família fora queimada e eles nunca recuperam-se realmente. Quando seus pais se casaram, em janeiro de 1863, eles construíram uma residência menor.
Em 1883, Nellie iniciou sua educação formal na Escola Marxwell. Ela e dois de seus irmãos caminhavam duas milhas até a escola. Sua família frequentava a Igreja Metodista e Elizabeth, uma cristã devota, criou seus filhos para "obedecerem todas as regras da igreja". Em março de 1884, após James vender a casa e pagar sua hipoteca, a família mudou-se para Miltonvale, no norte de Kansas, um estado que estava passando por um grande e rápido crescimento populacional. Na nova cidade, seu pai abriu uma mercearia, construiu uma grande casa para sua família e eles passaram a frequentar a Igreja Presbiteriana Unida, uma vez que a cidade não possuía uma Igreja Metodista. Em fevereiro de 1886, Nellie e seus pais juntaram-se formalmente à Igreja Presbiteriana.
No final da década de 1880, a seca e as pragas de gafanhotos geraram tempos difíceis. Depois da morte de sua mãe, no final de 1889, alguns parentes mudaram-se para Omaha, no Nebraska. Apesar do declínio que os negócios da família estavam tendo, os Tayloe decidiram permanecer em Miltonvale. Em 1892, Nellie graduou-se na Escola de Ensino Médio de Miltonvale. Após seu pai perder a loja e a residência que possuía, a família mudou-se para Omaha, onde James começou a trabalhar como bancário. Nellie passou então a dar aulas particulares de piano, e frequentou durante dois anos um colégio para a formação de professores do jardim de infância. Após a formatura, lecionou durante quatro anos em escolas de Omaha, primeiramente em um bairro italiano e depois em um polonês.

## Casamento, filhos e vida em Wyoming

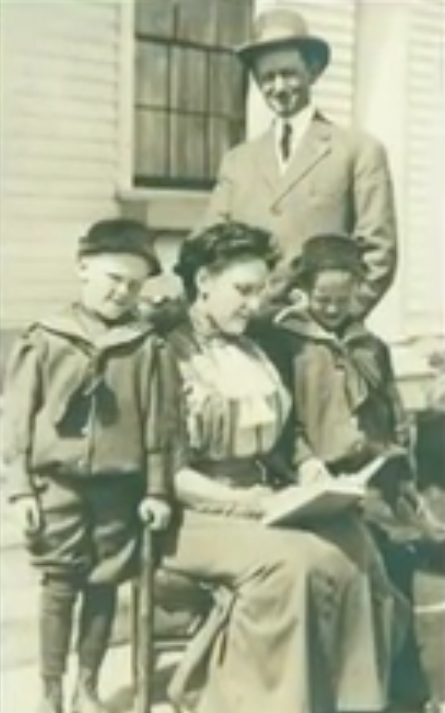
Nellie e William Ross com seus filhos gêmeos.

Em 1900, enquanto visitava parentes em Paris, no Tennessee, Nellie conheceu o jovem advogado William Bradford Ross. Os Tayloe e os Ross possuíam históricos semelhantes: ambas as famílias tinham fortes origens religiosas, chegaram ao Tennessee a partir da Carolina do Norte no início do século XIX e foram arruinados economicamente pela Guerra Civil. Após a viagem, Nellie retornou a Omaha e passou a corresponder-se com William, aprofundando sua amizade com ele. William planejava viver no Oeste e, em 1901, mudou-se para Cheyenne, a capital de Wyoming, onde passou a trabalhar como advogado. Eles casaram-se em 11 de setembro de 1902 e, na primavera seguinte, nasceram seus primeiros filhos, os gêmeos George e Ambrose. Em 1905, deu à luz Alfred, que morreu sufocado em suas almofadas e cobertores quando tinha onze meses de idade. Em 1912, o quarto e último filho do casal, William Bradford Ross II, nasceu.
Em seus primeiros anos em Cheyenne, Nellie desenvolveu uma vida social extremamente ativa, aparecendo regularmente nas colunas sociais dos jornais da cidade. Nellie passou a fazer parte do Clube das Mulheres de Cheyenne, onde eram debatidos temas culturais e políticos; posteriormente, afirmou que aprendeu a falar em público lá. Ela também auxiliava o marido em seu trabalho como advogado, ajudando-o a analisar casos e opinando sobre argumentos e estratégias. Em 1904, William foi eleito promotor do Condado de Laramie, mas, em 1906, não conseguiu ser reeleito. Em 1908, foi derrotado na eleição para uma vaga no Senado Estadual e, em 1910, para a Câmara dos Representantes dos Estados Unidos. Depois disso, William e sua esposa concordaram em ele deixar a política. Um dos motivos para as consecutivas derrotas eleitorais de William era de que, na época, o Estado era majoritariamente republicano.
Em 1918, apesar do acordo que o casal tinha feito, William voltou a ser candidato, desta vez para a nomeação democrata a governador de Wyoming, mais uma vez sem sucesso. Em 1922, apesar das objeções de sua esposa, ele candidatou-se e finalmente foi eleito governador em uma virada surpresa, vencendo a eleição com pouco mais de 50 por cento dos votos. William foi eleito em parte graças ao apoio de republicanos progressistas, além de desgastes que os republicanos haviam sofrido. Como primeira-dama, Nellie amava sua vida social e política, ocupando seus dias com almoços, chás e recepções para cidadãos e políticos estaduais. Ela apoiou o trabalho de William e o ouviu confidenciar ideias, problemas que enfrentava e questões políticas. O novo salário de seu marido não era suficiente para pagar as dívidas da família, fazendo com que eles tivessem problemas financeiros, o que já havia ocorrido nos anos anteriores, quando William pediu dinheiro emprestado. Em setembro de 1924, William passou por uma apendicectomia e veio a falecer em 2 de outubro daquele ano, vitimado por complicações da cirurgia.

## Governadora de Wyoming

### Eleição especial de 1924
Nellie ficou devastada pela morte de seu marido. Poucos dias após o enterro, o presidente do Comitê do Partido Democrata de Wyoming a convidou para ser candidata à governadora. Como William faleceu antes da metade de seu mandato de quatro anos, a Constituição estadual exigia que uma nova eleição fosse realizada simultaneamente com as eleições gerais de novembro de 1924. O governador eleito cumpriria os dois anos restantes do mandato.

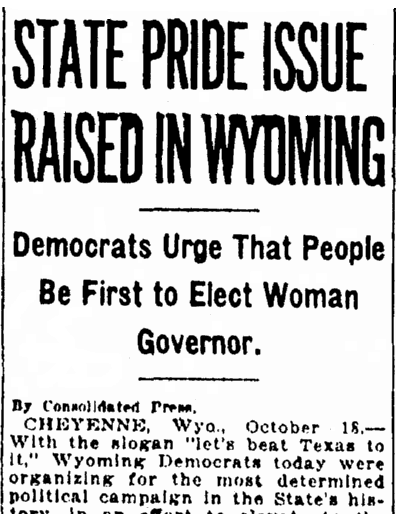
Publicação de outubro de 1924 do Evening Star relatando que os democratas de Wyoming fizeram uma campanha incentivando a população a eleger a primeira mulher governadora.

Seu irmão George a aconselhou a não se candidatar, citando que o estado era um lugar republicano e que na mente das pessoas o cargo de governador era destinado a homens. No entanto, Nellie precisava de dinheiro para sustentar seus filhos e pagar as dívidas que seu marido tinha deixado. Alguns empregos foram oferecidos, como um de bibliotecária, mas ela estava decidida a concorrer ao governo. Em 13 de outubro, a convenção republicana indicou Eugene J. Sullivan, um advogado e ex-presidente da Câmara dos Representantes Estadual, como o candidato republicano. No mesmo dia, os democratas indicaram Nellie ao governo, embora ela ainda não tivesse anunciado publicamente sua candidatura. Faltando pouco tempo para o prazo de nomeações, ela aceitou publicamente a indicação. Nellie recusou-se a fazer campanha publicamente e declarou: "Não vou fazer uma campanha. A minha candidatura está nas mãos de meus amigos. Não vou sair de casa".
Seus apoiadores e figuras políticas democratas, como o senador John B. Kendrick, fizeram campanha em seu nome. Kendrick e alguns historiadores notaram que o estado queria eleger a primeira mulher governadora na história dos Estados Unidos. Neste sentido, o Wyoming já era pioneiro: em 1869, o então Território de Wyoming foi o primeiro governo do mundo a garantir às mulheres o direito ao voto, o que só ocorreu nacionalmente em 1920; e, em 1894, o estado elegeu Estelle Reel a primeira mulher para um cargo público estadual na história do país. Em 4 de novembro, Nellie foi eleita governadora com 43.323 votos (55,12%), contra os 35.275 votos (44,88%) de Eugene.

### Mandato
Em 5 de janeiro de 1925, foi empossada a 14ª governadora de Wyoming. Em 20 de janeiro daquele ano, Miriam Ferguson, eleita no mesmo dia que Nellie, foi empossada governadora do Texas. Por este motivo, embora ambas tenham sido eleitas pelo voto popular de forma simultânea, Nellie é conhecida como a primeira governadora na história do país por ter sido empossada primeiro.

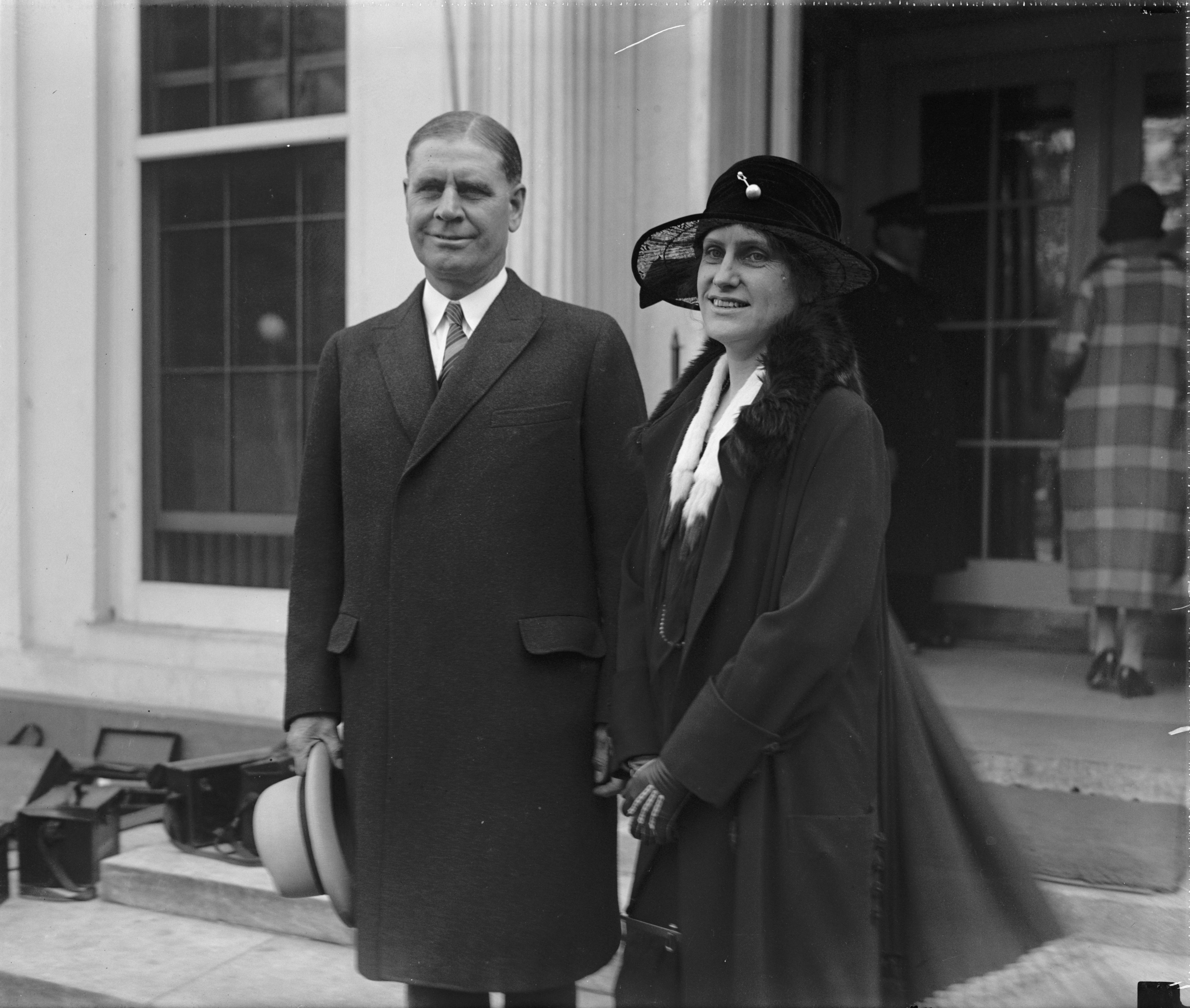
Nellie Ross ao lado de George Dern, governador de Utah, em outubro de 1925.

Em 1925, o Wyoming estava passando por dificuldades, que iam desde a seca até falências de bancos. Nellie delineou três políticas de seu marido que pretendia manter: cortar gastos, conceder empréstimos estatais para fazendeiros e a forte aplicação da Lei seca. Ela também pressionou o Legislativo a adotar outras oito propostas de cunho progressista, que abordavam uma reforma bancária, leis que protegeriam as crianças, mulheres trabalhadoras e mineiros, orçamentos locais para cidades, condados e distritos escolares, e a obtenção de mais recursos para a educação. Em 16 de janeiro, Nellie compareceu ao Legislativo para apresentar suas propostas; uma matéria publicada na época pelo The New York Times notou que ela "desafiou o precedente" ao usar chapéus e luvas. Outros relatos da mídia deram conta de que ela "não perdeu sua feminilidade", permanecendo "sempre feminina, nunca feminista".
O Poder Legislativo, de maioria republicana, apoiou cinco de suas onze propostas. Durante as sessões, Nellie conseguiu derrotar várias tentativas legislativas de reduzir seus poderes. O término das sessões, em 22 de fevereiro de 1925, fez com que não tivesse mais chances de aprovar sua agenda política que requeria o aval dos legisladores.
No verão de 1925, demitiu dois funcionários nomeados por seu marido: Frank Smith, comissário de jogos, foi demitido com a alegação de que estava fazendo um mau trabalho; e M.S. Wachtel, comissário da aplicação da lei, por ter falhado em cumprir com a lei Seca.
Apesar dos problemas enfrentados em seu estado, tornou-se nacionalmente famosa. A convite de Eula Kendrick, esposa do senador Kendrick, palestrou para o Clube Nacional das Mulheres Democratas, em Washington, D.C.. A data da palestra possibilitou que acompanhasse a posse do presidente Calvin Coolidge, em 4 de março de 1925. Em abril, viajou a Chicago, no Illinois, onde discursou na Feira Mundial da Mulher. Em agosto, presidiu uma reunião de governadores de estados ocidentais sobre a água, resultando em uma abundante e positiva cobertura jornalística. No verão, discursou na Conferência Nacional de Governadores em Maine.

### Eleição de 1926
Em 1926, Nellie decidiu concorrer a um mandato completo de quatro anos como governadora. O Partido Republicano escolheu o engenheiro Frank Emerson, e o Democrata novamente a indicou por unanimidade. Desta vez, porém, ela tinha uma reputação nacional e foi tratada pela imprensa local como uma política "normal". A imprensa a criticou dizendo que ela não tinha reduzido os impostos, que não havia indicado nenhuma mulher para seu gabinete e menosprezou muitas de suas realizações. Nellie percorreu todo o estado em um carro dirigido por seu amigo Wilson Kimball, que estava concorrendo a secretário de Estado. Quando o clima estava bom, eles chegavam a fazer de seis a sete discursos em um dia. Pessoas de ambos os partidos estavam curiosas para ver uma mulher governadora, o que fez com que sua agenda ficasse sempre lotada.
Durante a maior parte da campanha, recusou-se a pedir o voto dos eleitores apenas por ser mulher. Ao contrário dela, seus simpatizantes ficaram felizes em fazê-lo, o que foi criticado pelas republicanas. No entanto, após republicanos proferirem comentários machistas, como o de que o "cargo de governador não era apropriado a uma mulher, independentemente do quão boa ela fosse", Nellie apelou para a questão do gênero. Ela declarou que sua derrota transmitiria a mensagem para o país de que a primeira mulher governadora tinha sido um fracasso. Em 2 de novembro, acabou sendo derrotada. Emerson recebeu 35 651 votos (50,90%), e Nellie conseguiu 34 286 votos (48,95%). Naquelas eleições os republicanos elegeram todos os cinco cargos a nível estadual, sendo que a disputa para o governo foi a mais acirrada.

## Atividade partidária
Apesar da derrota, Nellie permaneceu politicamente ativa. Em 1928, ganhou bastante dinheiro fazendo palestras nas regiões Centro-Oeste e Oeste. Na Convenção Nacional Democrata de 1928, recebeu 31 votos (2,81%) de dez estados para ser a candidata a vice-presidente na eleição de novembro. Ela tornou-se uma das mulheres e democratas mais famosas do país e, nesta condição, fez campanha para o presidenciável Al Smith, apesar de possuírem discordâncias sobre a Lei seca.
Após a derrota de Smith, Nellie foi escolhida diretora da Divisão das Mulheres do Comitê Nacional Democrata, um emprego assalariado, e mudou-se para Washington, D.C.. Nesta função, coordenou a campanha partidária para o sufrágio feminino e fez campanha para Franklin D. Roosevelt, candidato à presidência na eleição de 1932.

## Diretora da Casa da Moeda

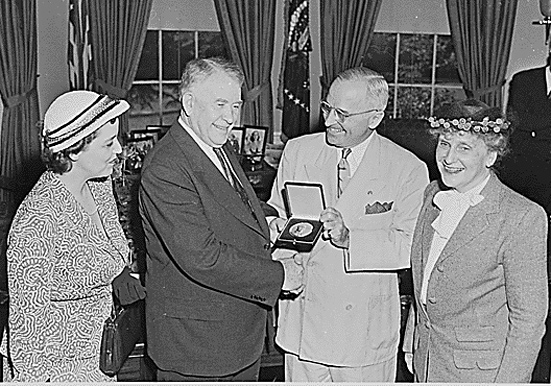
Nellie na Casa Branca ao lado do presidente Harry S. Truman, do vice-presidente Alben W. Barkley, e da segunda-dama Jane Hadley Barkley, em junho de 1950.

O presidente Franklin D. Roosevelt nomeou Nellie como diretora da Casa da Moeda em 3 de maio de 1933, fazendo dela a primeira mulher a ocupar este cargo. Ela e a diretora assistente da Casa da Moeda, Mary O'Reilly, "A Querida do Tesouro" que trabalhava na instituição desde 1904, tinham suspeitas mútuas a serem superadas. Nellie, que tinha passado por problemas de relacionamento com Eleanor Roosevelt e outras pessoas da campanha de FDR, não confiava nos funcionários de carreira. Mary via em Nellie outra nomeada política sem nenhuma experiência na instituição substituindo Robert J. Grant, que tinha sido superintendente da filial de Denver antes de sua nomeação. Após um breve período, as duas mulheres passaram a apreciar os méritos uma da outra.

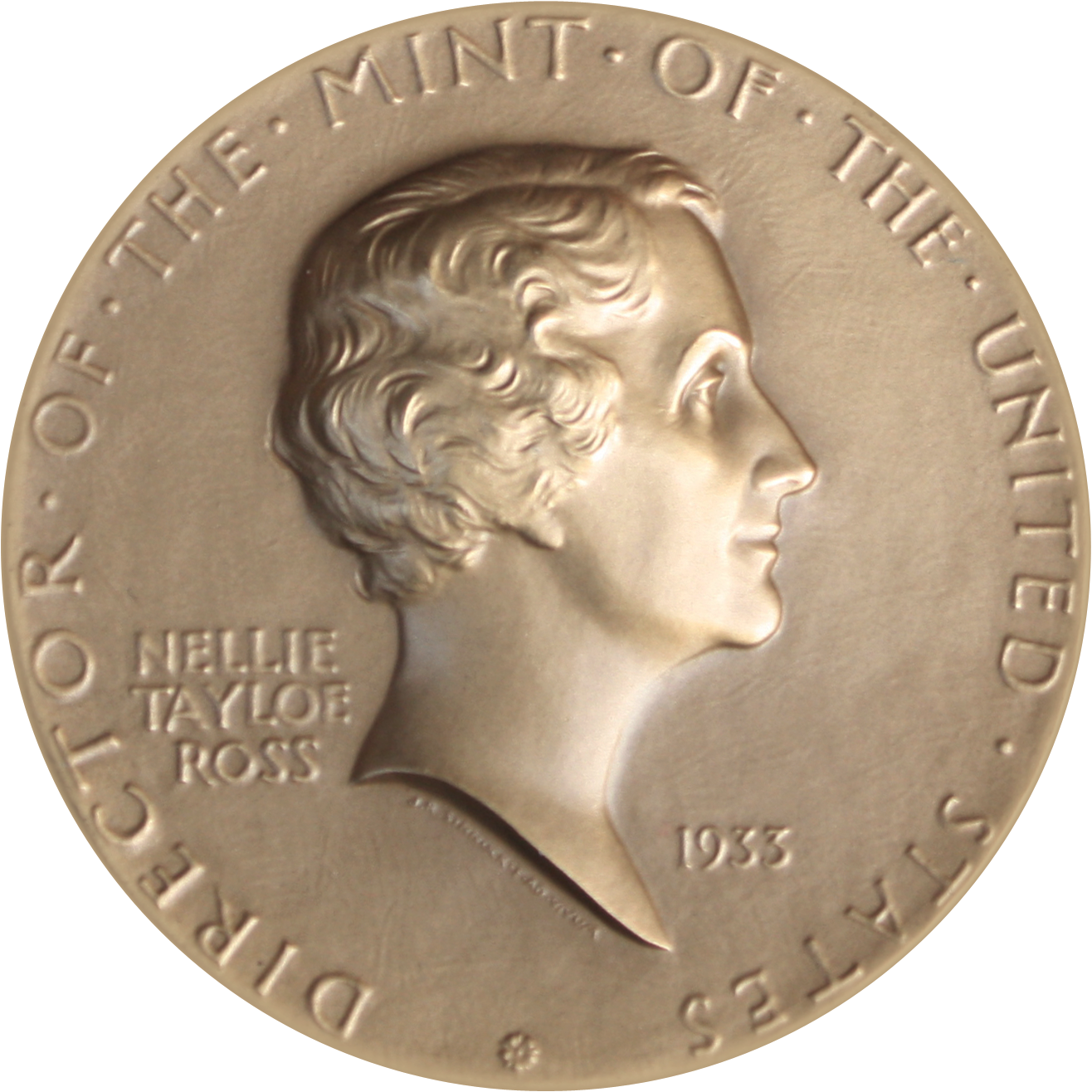
Medalha em homenagem a Nellie Ross produzida pela Casa da Moeda.

Nellie e Mary logo chegaram à habitual divisão de trabalho entre diretor e assistente: a diretora iria lidar com assuntos públicos e tomar decisões políticas conforme fosse necessário, enquanto a assistente tratava do dia-a-dia da agência. Nellie empreendeu uma pesada agenda de viagens, visitando instalações da Casa da Moeda, proferindo discursos em apoio a Roosevelt e fazendo campanha para candidatos democratas em Wyoming. Isso deixou Mary trabalhando no escritório de Washington, D.C. como diretora interina.
Em 1935, Mary chegou aos 70 anos, idade que o governo federal estabeleceu para a aposentadoria compulsória de seus funcionários. Nellie pediu que o presidente Roosevelt isentasse Mary da aposentadoria compulsória porque seu conhecimento sobre assuntos da agência era bastante extenso e necessário. Uma ordem especial assinada pelo presidente Roosevelt deu a Mary um ano extra na Casa da Moeda. Embora Nellie apoiasse a extensão, ela não poderia ser vista como incapaz de fazer seu trabalho sem a assistência de Mary, e contratou Frank Leland Howard da Universidade da Virgínia, que tinha experiência em contabilidade, como o substituto prospectivo de Mary. Frank a substituiu após sua aposentaria em 29 de outubro de 1938, depois de mais duas extensões.
A gestão de Nellie foi a mais longeva de um diretor da Casa da Moeda, abrangendo desde a Grande Depressão até o pós-Segunda Guerra Mundial. A instituição passou por sua maior expansão na produção de moedas, gerando a construção de três novos edifícios e a contratação de quatro mil funcionários. Nellie estabeleceu a moeda meio dólar Franklin e a Casa da Moeda passou a fabricar edições princeps para a venda entre o público em geral. Ela serviu cinco mandatos completos até sua aposentadoria em 1953 e foi sucedida por William H. Brett.

## Últimos anos e morte
Após sua aposentadoria, Nellie permaneceu em Washington, D.C., contribuiu com vários artigos para revistas femininas, viajou extensivamente, viveu no exterior, gastou parte de seu tempo na fazenda da família em Maryland e manteve uma vida social ativa. Ela fez diversos investimentos imobiliários inteligentes durante alguns anos, conseguindo, finalmente, atingir um de seus objetivos de vida: ser rica.
Nellie viajou pela última vez ao Wyoming aos 96 anos. Ela morreu aos 101 anos de idade, cercada por sua família, sendo enterrada no Cemitério Lakeview, em Cheyenne.